# Inetd

inetd este un super-server daemon pe multe sisteme UNIX. A apărut pentru prima dată în 4.3BSD și se află de regulă în /usr/sbin/inetd.

## Funcție
Numit adeseori super-server, inetd monitorizează conexiunile pe un număr de porturi TCP sau UDP des folosite pentru servicii internet precum FTP, POP3, sau telnet. Când sistemul de operare primește un pachet TCP sau UDP pe un anumit port, inetd pornește programul server corespunzător. Pentru serviciile care nu sunt așteptate să genereze trafic prea mare, această metodă de pornire utilizează memoria calculatorului într-un mod mai eficient, întrucât serviciul respectiv este rulat numai dacă este necesar. Mai mult, aplicațiile server nu au nevoie să includă cod de networking, inetd face redirectarea socketului către stdin, stdout și stderr. Pentru protocoale care rulează un trafic de date mare, cum ar fi HTTP și POP3, un server dedicat ar fi mai eficient.

## Configurare
Fișierul /etc/services este folosit pentru maparea numărului portului, numele protocolului și numelor serviciilor, în timp ce fișierul /etc/inetd.conf specifică ce program este rulat pentru fiecare serviciu în parte. De exemplu, pentru o conexiune TCP/telnet /etc/services are o intrare
```
telnet          23/tcp
```

Linia corespunzătoare în /etc/inetd.conf este
```
telnet  stream  tcp6    nowait  root    /usr/sbin/telnetd      telnetd -a
```

Aceasta îi spune lui inetd să pornească programul /usr/sbin/telnetd cu argumentele telnetd -a. inetd redirecționează automat socketul către stdin, stdout și stderr.
În general, un nou proces este pornit pentru fiecare conexiune TCP. Pentru UDP se preferă folosirea aceluiași proces pentru toate pachetele primite de un port dat.
Unele servicii simple precum echo sunt implementate direct de inetd, fără a porni un proces separat.

## Crearea  unui serviciu inetd
Acesta este un simplu serviciu scris în limbajul de programare C. Programul acceptă un argument pe linia de comandă, acest argument este un fișier în care sunt scrise toate datele care vin pe socket.
```
#include <stdio.h>
#include <stdlib.h>

int main(int argc, char **argv)
{
  const char *fn = argv[1];
  FILE *fp = fopen(fn, "a+");

  if(fp == NULL) 
    exit(EXIT_FAILURE);

  char str[4096];
  //inetd passes its information to us in stdin.
  while(fgets(str, sizeof(str), stdin)) {
    fputs(str, fp);
    fflush(fp);
  }
  fclose(fp);
  return 0;
}
```

Programul este compilat sub numele errorLogger. Presupunem că pachetele de date vin pe portul UDP 9999. În /etc/services trebuie să adăugăm
```
errorLogger 9999/udp
```

iar în /etc/inetd.conf
```
errorLogger dgram udp wait root /usr/local/bin/errlogd errlogd /tmp/logfile.txt
```

Notă: exemplul de mai sus nu are nicio legătură cu funcționalitatea de logging sub UNIX, care este în general implementată de syslog. Acesta rulează în paralel cu inetd și nu este un serviciu inetd.

## Variante
Datorită limitărilor de securitate în designul original, inetd este adeseori înlocuit de xinetd, rlinetd, ucspi-tcp și multe altele. Distribuțiile Linux și Mac OS X folosesc implicit xinetd (inetd este de asemenea disponibil).

## Legături exterme
- en  Pagina de manual

| Programe în linia de comandă pentru Unix (mai multe)           | | | |
| Management de fișiere:                                         | cat \| cd \| chmod \| chown \| chgrp \| cksum \| cmp \| cp \| du \| df \| file \| fsck \| ln \| ls \| lsof \| mkdir \| mount \| mv \| pwd \| rm \| rmdir \| split \| touch | cat \| cd \| chmod \| chown \| chgrp \| cksum \| cmp \| cp \| du \| df \| file \| fsck \| ln \| ls \| lsof \| mkdir \| mount \| mv \| pwd \| rm \| rmdir \| split \| touch | cat \| cd \| chmod \| chown \| chgrp \| cksum \| cmp \| cp \| du \| df \| file \| fsck \| ln \| ls \| lsof \| mkdir \| mount \| mv \| pwd \| rm \| rmdir \| split \| touch |
| Management de procese:                                         | at \| chroot \| cron \| exit \| kill \| killall \| nice \| pgrep \| pidof \| pkill \| ps \| pstree \| sleep \| time \| top \| wait                                         | at \| chroot \| cron \| exit \| kill \| killall \| nice \| pgrep \| pidof \| pkill \| ps \| pstree \| sleep \| time \| top \| wait                                         | at \| chroot \| cron \| exit \| kill \| killall \| nice \| pgrep \| pidof \| pkill \| ps \| pstree \| sleep \| time \| top \| wait                                         |
| Management utilizator/mediu:                                   | env \| finger \| id \| mesg \| passwd \| su \| sudo \| uname \| uptime \| w \| wall \| who \| whoami \| write                                                              | env \| finger \| id \| mesg \| passwd \| su \| sudo \| uname \| uptime \| w \| wall \| who \| whoami \| write                                                              | env \| finger \| id \| mesg \| passwd \| su \| sudo \| uname \| uptime \| w \| wall \| who \| whoami \| write                                                              |
| Procesare text:                                                | awk \| comm \| cut \| ed \| ex \| fmt \| head \| iconv \| join \| less \| more \| paste \| sed \| sort \| tac \| tail \| tr \| uniq \| wc \| xargs                         | awk \| comm \| cut \| ed \| ex \| fmt \| head \| iconv \| join \| less \| more \| paste \| sed \| sort \| tac \| tail \| tr \| uniq \| wc \| xargs                         | awk \| comm \| cut \| ed \| ex \| fmt \| head \| iconv \| join \| less \| more \| paste \| sed \| sort \| tac \| tail \| tr \| uniq \| wc \| xargs                         |
| Programare Shell:                                              | basename \| echo \| expr \| false \| printf \| test \| true \| unset | Imprimare: lp | Imprimare: lp |
| Communicații: inetd \| netstat \| ping \| rlogin \| traceroute | Căutare: find \| grep \| strings | Diverse: banner \| bc \| cal \| dd \| man \| size \| yes | Diverse: banner \| bc \| cal \| dd \| man \| size \| yes |